# لوري مور
لوري مور (بالإنجليزية: Loree Moore)‏ مواليد 21 مارس 1983 في كارسون، هي لاعبة كرة سلة أمريكية. بدأت مسيرتها الاحترافية في سنة 2005. تم اختيارها من قبل فريق نيويورك ليبرتي خلال الدرافت. حققت المركز الثاني في دورة الألعاب الأمريكية 2003. اعتزلت اللعب في 2009.

## الميداليات
| الميدالية | المسابقة                    |
| --------- | --------------------------- |
| فضية      | دورة الألعاب الأمريكية 2003 |

## روابط خارجية
- لوري مور على موقع الاتحاد الدولي لكرة السلة (الإنجليزية)
- لوري مور على موقع الاتحاد الوطني لكرة السلة النسائية (الإنجليزية)
- لوري مور على موقع كرة السلة الأوروبية.كوم (الإنجليزية)
- لوري مور على موقع كلية كرة السلة في سبورتس رفرنس.كوم (الإنجليزية)
- لوري مور على موقع بروبوليرز (الإنجليزية)
- لوري مور على موقع سبورتس رفرنس (الإنجليزية)